# Parma (chi cá)
Parma là một chi cá biển thuộc phân họ Microspathodontinae nằm trong họ Cá thia. Những loài trong chi này tập trung chủ yếu ở những vùng biển ôn đới và cận nhiệt đới xumg quanh Úc và New Zealand.

## Từ nguyên
Từ định danh parma bắt nguồn từ pármē (πάρμη) trong tiếng Hy Lạp cổ đại, mang nghĩa là "cái khiên", hàm ý có lẽ đề cập đến nắp mang của các loài trong chi này nhẵn hơn so với các chi Amphiprion, Dascyllus và Lepidozygus.

## Các loài
Có 10 loài được công nhận trong chi này, bao gồm:
- Parma alboscapularis Allen & Hoese, 1975
- Parma bicolor Allen & Larson, 1979
- Parma kermadecensis Allen, 1987
- Parma mccullochi Whitley, 1929
- Parma microlepis Günther, 1862
- Parma occidentalis Allen & Hoese, 1975
- Parma oligolepis Whitley, 1929
- Parma polylepis Günther, 1862
- Parma unifasciata (Steindachner, 1867)
- Parma victoriae (Günther, 1863)

## Sinh thái học
Thức ăn chủ yếu của những loài trong chi này là tảo.